# Đại hội Thể thao Bán đảo Đông Nam Á 1961
Đại hội Thể thao Bán đảo Đông Nam Á 1961, tên gọi chính thức là Đại hội Thể thao Bán đảo Đông Nam Á lần thứ hai, là kỳ đại hội thể thao đa môn khu vực Đông Nam Á, diễn ra tại Rangoon, Miến Điện (nay là Yangon, Myanmar) từ ngày 11 đến ngày 16 tháng 12 năm 1961, với 13 môn thi đấu được tổ chức. Đây là lần đầu tiên cả sáu quốc gia sáng lập Liên đoàn Thể thao Bán đảo Đông Nam Á cùng tham gia tranh tài tại một kỳ đại hội. Miến Điện cũng lần đầu tiên đăng cai tổ chức sự kiện, trở thành quốc gia thứ hai trong khu vực làm chủ nhà sau Thái Lan. Các nghi thức khai mạc và bế mạc diễn ra tại sân vận động Bogyoke Aung San, dưới sự chủ trì của Tổng thống Win Maung. Đoàn thể thao Miến Điện dẫn đầu bảng tổng sắp huy chương, theo sau là Thái Lan và Mã Lai.

## Đoàn thể thao tham dự
- Miến Điện (chủ nhà)
- Campuchia
- Lào
- Mã Lai
- Singapore
- Thái Lan
- Việt Nam Cộng hòa

1 Vào thời điểm đó, Singapore là một thuộc địa thuộc Anh nhưng có quyền tự trị

## Bảng tổng sắp huy chương
| Hạng               | Đoàn               | Vàng | Bạc | Đồng | Tổng số |
| ------------------ | ------------------ | ---- | --- | ---- | ------- |
| 1                  | Miến Điện (BIR)    | 35   | 26  | 43   | 104     |
| 2                  | Thái Lan (THA)     | 21   | 18  | 22   | 61      |
| 3                  | Malaysia (MAL)     | 16   | 24  | 39   | 79      |
| 4                  | Việt Nam (VIE)     | 9    | 5   | 8    | 22      |
| 5                  | Singapore (SIN)[1] | 4    | 13  | 11   | 28      |
| 6                  | Campuchia (CAM)    | 1    | 6   | 4    | 11      |
| 7                  | Lào (LAO)          | 0    | 0   | 8    | 8       |
| Tổng số (7 đơn vị) | Tổng số (7 đơn vị) | 86   | 92  | 135  | 313     |

1Singapore là một thuộc địa tự quản của Vương quốc Anh vào thời điểm đó.

## Môn thể thao
- Thể thao dưới nước  (chi tiết)

- Bắn súng  (chi tiết)

- Bóng bàn  (chi tiết)

- Bóng chuyền  (chi tiết)

- Bóng đá  (chi tiết)

- Bóng rổ  (chi tiết)

- Cầu lông  (chi tiết)

- Cử tạ  (chi tiết)

- Điền kinh  (chi tiết)

- Quần vợt  (chi tiết)

- Quyền anh  (chi tiết)

- Thuyền buồm  (chi tiết)

- Xe đạp  (chi tiết)